# بيريلي لوبالا
بيريلي لوبالا (بالإنجليزية: Beryly Lubala)‏ (مواليد 8 يناير 1998)، والمعروف باسم بيز لوبالا (بالإنجليزية: Bez Lubala)‏، هو لاعب كرة قدم كونغولي يلعب كمهاجم في نادي بلاكبول. لعب سابقًا في برمنغهام سيتي، حيث بدأ مسيرته المهنية العليا، في نادي كرولي تاون وعلى سبيل الإعارة إلى نورثامبتون تاون.